# Valhalla88
Valhalla88, Valhalla 88 ou Nazista Sul88/Valhalla, criado em 1997, foi o maior site brasileiro e um dos maiores do mundo sobre revisionismo nazista. Ele foi derrubado pela Polícia Federal em 2007. O site possuia conexões próximas com outros sites neonazistas internacionais e mantinha um estreito relacionamento com o movimento Poder Branco. Em outubro de 2003, figurou em 47 no ranking top 100 Nationalist and Revisionist Sites. O grupo foi definido pelo Ciudad Libre de Opinión, site que hospedava o Valhalla88, como sendo skinheads Nacional-Socialistas.

## Nome
Valhalla é um salão onde os que tiveram uma morte heróica se preparam para o fim do mundo. A mitologia nórdica é comumente usada como simbolismo por grupos neonazistas. Já 88 é um apito de cachorro. Como a oitava letra do alfabeto é o "h", 88 significa "hail hitler".

## História
O website Nazista Sul88/Valhalla foi criado em 1997, tendo textos assinados por um usuário conhecido como Nacionalista 88, supostamente por Marcelo Valle Silveira Mello. Se filiou à organização americana NSDAP/AO e se hospedou no prestigiado site neonazista argentino Ciudad Libre de Opinión, criado em 1999. Com o tempo, se tornou um dos maiores sites neonazistas do Brasil, chegando a uma média de 200 mil vizualizações diárias. Entre 2004 e 2005, passou a ser investigado pelo Ministério Público Federal e o Ministério Público do Rio Grande do Sul por pedido do Conselho de Desenvolvimento da Comunidade Negra e da Federação Israelita do Rio Grande do Sul e contando com a ajuda da Interpol. Em 2006, foi retirado do site argentino e criou seu próprio domínio, sendo conhecido desde então como Valhalla88. Ele foi fechado pela Polícia Federal a pedido da comunidade judaica em agosto de 2007, porém parte do material foi hospedado no site Nueva Orden.

## Conteúdo
Entre o conteúdo disponibilizado, estava o download de textos, imagens, cartazes, charges, postagens e músicas em mp3 de teor revisionista, incluindo a difusão de ideias de pessoas como Paul Rassinier, Robert Faurisson, Reverendo I. B. Pranaitis, Richard Harwood, Alfred Rosenberg, entre outros. Eles também divulgavam links para outros sites neonazistas, como o argentino Ciudad Libertad/Libre Opinión, o português Movimento Nacional Socialista do Atlântico, o espanhol Nueva Ordem, o site da Editora Revisão e os sites de música White Pride Records e Final Stand Records. O próprio site também vendia produtos neonazistas.
Diferente dos grupos de skinheads e neonazistas, o site se propunha a ser sério e acadêmico. Eles defendiam que o nacional-socialismo sofreu uma série de injustiças por parte da mídia e da história oficial, argumentando que "nunca foi dado aos Nacional Socialistas o direito de defesa ou a oportunidade de um debate democrático e justo". Portanto o site seria responsável por divulgar os "verdadeiros" ideais do nazismo. Eles também incentivavam o ativismo político em cédulas neonazistas com pelo menos cinco membros, e instruiam o grupo sobre o que fazer e quais eram os locais e horários mais apropriados para agir. Entre as atividades, estava a difusão dos ideais do grupo ao espalhar panfletos e chamar a atenção da mídia. O site também instruia seus militantes que, se pegos pela polícia, deveriam dizer "não tenho nada a declarar", pois é melhor levar uns socos e pontapés do que passar anos na prisão.
O grupo defendia ideias tipicamente nazistas e neonazistas, como a dominação do capital pelos sionistas, arianismo, segregação racial, darwinismo social e a negação do holocausto. Apesar disso, criticavam o nazismo tradicional por não se envolver com questões atuais, e se colocavam como uma alternativa. Eles consideravam a civilização ocidental, o capitalismo, o materialismo, a burguesia, o individualismo, o marxismo e o globalismo como seus inimigos. A solução para tais problemas seria a completa destruição do mundo moderno, que levaria ao chamado Ano Zero. O site também tentava se separar de outras ideologias, como o conservadorismo, defendendo que o nazismo é de esquerda por ter um caráter revolucionário. Apesar disso, pregavam a abolição de programas assistencialistas, a nacionalização de empresas e a implementação de um estado de bem-estar social apenas para nazistas. Apesar de não compactuar com grupos de direita, o site propunha uma aliança, desde que eles pregassem a destruição do sistema.
A cultura ariana defendida pelo grupo, porém, não se trata do nazismo original, mas de um neonazismo trazido por imigrantes europeus e misturado com ideias tipicamente brasileiras. Entre as ideias inclusas no pensamento nazista está até mesmo o socialismo, onde o trabalhador é cooptado a se juntar ao grupo para derrubar a elite econômica. A mistura de ideias, no entanto, leva a um paradoxo, já que o nazismo é essencialmente capitalista. Outro paradoxo é a negação do grupo em ser racista. Isso vem de uma distorção da ideia de raça, onde se acredita que a cultura e a superioridade racial são passadas pelo sangue.